# Stadion Karađorđe
Das Stadion Karađorđe (serbisch-kyrillisch Стадион Карађорђе) ist ein Fußballstadion mit Leichtathletikanlage und Heimstätte des FK Vojvodina, eines serbischen Fußballvereins aus Novi Sad, dessen Kapazität 14.853 Besucher auf Sitzplätzen beträgt. Benannt wurde es nach Đorđe Petrović, genannt Karađorđe.

## Geschichte

### Entstehung und Weiterentwicklung (1924–1939)
Das Stadionbau-Projekt und dessen Architektur wurde 1924 auf Initiative des damaligen Vereinspräsidenten und serbischen Ingenieurs, Publizisten und Historikers Daka Popović entwickelt bzw. entworfen. Der Bau wurde vom FK Vojvodina gemeinsam mit Juda Makkabi durchgeführt, einem ebenfalls aus Novi Sad stammenden Fußballclub, der hauptsächlich die junge jüdische Bevölkerung der Stadt versammelte. Das Grundstück, auf dem das Stadion entstehen sollte, wurde von den damaligen Stadtbehörden gepachtet, während der Bau durch freiwillige Beiträge von Anhängern und Vereinsmitglieder beider Vereine sowie durch Aktionen, wie beispielsweise das Auftreten einer aus Louisiana stammenden Kabarettisten-Truppe namens Blue Bird, finanziert wurde. Der größte Kapitalgeber war Popović selbst, der Baustoffe im Wert von 24.000 Serbische Dinar zur Verfügung stellte, wovon die Tribünen und Umkleideräume gebaut wurden. Das Stadion wurde am 28. Juli 1924 am Vidovdan eröffnet, der ein besonderer Gedenktag für die Serben ist. Benannt wurde es nach dem Anführer des ersten serbischen Aufstandes (1804–1813) gegen die osmanische Besatzung und dem Begründer der Karađorđević-Dynastie, Đorđe Petrović, genannt Karađorđe. 1931 wurde die Tribüne überdacht und dessen Kapazität erweitert, sodass diese 500 Zuschauer aufnehmen konnte, sowie das Spielfeld eingezäunt.

### Beschlagnahmung während des Zweiten Weltkriegs (1939–1945)
Am 6. April 1941 wurde das Königreich Jugoslawien von Nazi-Deutschland und seinen faschistischen Verbündeten Ungarn und Italien überfallen, besetzt und aufgeteilt. Die Region um Novi Sad stand während des Zweiten Weltkriegs unter Okkupation der ungarischen Truppen. Eine der ersten Entscheidungen der Besatzer war das Verbot des FK Vojvodina und die Beschlagnahmung seines Eigentums, darunter auch das Stadion. Während dieser Periode wurde 1942 auf der Südseite des Stadions ein Haus errichtet, in dem sich später die Umkleideräume und die Geschäftsstelle des Vereins befanden. Dieses Haus wurde zum Charakteristikum, den es teilte über Jahrzehnte die Südtribüne in zwei Hälften. Nach der Einnahme der Stadt durch das Einrücken der jugoslawischen Volksbefreiungsarmee Ende 1944 begann langsam wieder die gesamte Reorganisation des sportlichen Lebens, somit auch die des FK Vojvodina und des Karađorđe.

### Geforderte Umbenennung und Ausbau (1945–1991)
Nach Ende des Zweiten Weltkriegs übernahm im Lande die Kommunistische Partei Jugoslawiens (KPJ) unter Josip Broz Tito die Führung. Diese ging zügig daran, die Macht in ihren Händen zu monopolisieren. Auf Anweisung des neuen Regime musste der Stadionname in Gradski stadion Novi Sad umgeändert werden, was „Städtisches“ bzw. „Stadtstadion Novi Sad“ bedeutet, denn der Name Karađorđe missfiel der neuen Regierung aufgrund des serbischen und monarchistischen Hintergrunds. In den folgenden Jahren fanden schrittweise Renovierungen und Ausbauphasen am Karađorđe statt, womit sich auch die Stadionkapazität erhöhte. 1967 erhielt es Flutlichter, die durch den Wintertransfer von Vojvodinas Torjäger Silvester Takač nach Stade Rennais finanziert wurden. Diese wurden erstmals am 1. März 1967 im Viertelfinal-Hinspiel des Europapokal der Landesmeister 1966/67 zwischen der Heimmannschaft und Celtic Glasgow eingesetzt, welches mit 1:0 für Vojvodina endete. Dabei wurde während dieser Begegnung die bis heute höchste Zuschauerzahl im Karađorđe von etwa 30.000 registriert.

### Modernisierung der letzten Jahre (seit 1991)
1991 wurde die Nordtribüne vollendet und 2004 eine Kunststoffbahn für Leichtathletik verlegt. 2009 folgten weitere Renovierungen, darunter die Erbauung einer neuen Südosttribüne und der Einbau einer LED-Anzeigetafel der Marke Philips. Dieser kam erstmals bei der im Karađorđe ausgetragenen Leichtathletik-Junioreneuropameisterschaften 2009 zum Einsatz. Zuvor erhielt das Stadion 2007 nach einem Entscheid durch die Skupština der Stadt Novi Sad wieder den alten Namen zurück. Nach der Renovierung 2009 war das Stadion auch Austragungsort eines von insgesamt fünf Austragungsstätten der U-17-Fußball-Europameisterschaft 2011. Unter anderem fanden hier beide Halbfinalspiele und das Finale statt. 2011 wurden eine neue Flutlichtanlage mit einer Beleuchtungsstärke von 1.700 Lux der Marke Philips installiert. Mit dem Abriss des zwischen der Südost- und der Südtribüne sich seit 71 Jahren befindenden und zur Legende gewordenen Hauses, begann am 24. Mai 2013 der Umbau der Südtribüne. Dafür wurde eine neue Tribüne errichtet, in der sich die notwendige Infrastruktur nach den Vorschriften der UEFA befindet.

## Das Karađorđe im Detail
Das Karađorđe bietet derzeit 14.853 Sitzplätze. Auf der Westtribüne befinden sich 4.302 überdachte Sitzplätze, eine Loge mit Platz für 150 V.I.P.-Gäste, sowie zwei weitere Logen namens Galerija 66 (67 Plätze) und Galerija 89 (88 Plätze). Diese sind nach den Jahren benannt, als der FK Vojvodina Jugoslawischer Meister wurde und dient hauptsächlich der Unterbringung von Vereinsveteranen aber auch anderen Gästen. Im zentralen Teil der Tribüne befindet sich das Pressezentrum und darüber eine Gaststätte für V.I.P.-Gäste. Dort sind auch 14 separate Kabinen mit Internetverbindungen für Journalisten und TV-Teams vorhanden. Auf der Westtribüne sind zudem einige Plätze so eingefärbt, dass sie in weißer, serbisch-kyrillischer Schrift das Wort Voša zeigen, das als Abkürzung für den Verein steht. Die Nordtribüne bietet 3.994 Zuschauern Platz, in dessen unterem Bereich sich Gaststätten und Einkaufsmöglichkeiten befinden. Die Osttribüne verfügt 2.772 Plätze und ist zum Teil für Gästefans vorgesehen. Diese werden aber auch oft auf die 980 Platz bietende Südosttribüne verteilt. In dessen Innenraum befinden sich auch die Räume des AK Vojvodina, die Leichtathletikabteilung des Vereins. Auf der Südosttribüne befindet sich auch die LED-Anzeigetafel der Marke Philips mit einer Oberfläche von 42 Quadratmeter. Die Südtribüne ist mit ihren 2.500 Plätzen die jüngst erbaute Tribüne, unter dieser sich unter anderem die Umkleidekabinen, Dopingkontroll- und Presseraum, sowie eine medizinische Abteilung für Spieler und Zuschauer befinden, aber auch Tagungsräume und Büroflächen, sowie weitere Infrastruktureinrichtungen nach den Vorschriften der UEFA.

## Zukünftige Entwicklung
Anfang 2012 kündigte der Vereinsvorstand weitere Umbauten an. Diese beinhalten eine neue Südtribüne, den Umbau der Ost- und Südwesttribüne und die Überdachung des gesamten Stadions. Am Ende soll das Stadion etwa 20.000 Sitzplätze bieten. Die Süd- und Südwesttribüne wurden Ende 2013 fertiggestellt.